# Фелис-Дезерту
Фелис-Дезерту (порт. Feliz Deserto) — муниципалитет в Бразилии, входит в штат Алагоас. Составная часть мезорегиона Восток штата Алагоас. Входит в экономико-статистический микрорегион Пенеду.